# Thiết chế nhân quyền quốc gia
Một thiết chế nhân quyền quốc gia (NHRI) là một cơ quan độc lập có trách nhiệm bảo vệ, giám sát và thúc đẩy rộng rãi quyền con người ở một quốc gia. Xu hướng thành lập các dạng cơ quan này được Văn phòng Cao ủy Liên Hợp Quốc về Nhân quyền (OHCHR) khuyến khích, cung cấp các dịch vụ tư vấn và hỗ trợ, và tạo điều kiện tiếp cận các cơ quan công ước của Liên hợp quốc và các ủy ban khác. Hiện có hơn 100 tổ chức như vậy, khoảng hai phần ba được đánh giá ngang hàng là tuân thủ các tiêu chuẩn của Liên Hợp Quốc được quy định trong Nguyên tắc Paris. Tuân thủ các Nguyên tắc Paris là cơ sở để được công nhận tại Liên hợp quốc. Nhưng việc công nhận này không phải do một cơ quan LHQ trực tiếp thực hiện mà là một tiểu ban của Ủy ban Điều phối Quốc tế của Tổ chức Nhân quyền Quốc gia (ICC) - nay là Liên minh toàn cầu của các thiết chế nhân quyền quốc gia (Global Alliance of National Human Rights Institutions). Ban thư ký của tiểu ban này (để công nhận ban đầu và cập nhật lại sau mỗi năm năm) vận hành qua Bộ phận Cơ quan Quốc gia và Cơ chế Khu vực của OHCHR.
Có hai loại thiết chế nhân quyền quốc gia chính: Ủy ban nhân quyền và thanh tra viên (Ombudsperson). Các cơ quan thanh tra viên thường tập trung quyền hạn vào một người, còn các ủy ban nhân quyền là ủy ban nhiều thành viên, thường đại diện cho các nhóm xã hội và khuynh hướng chính trị khác nhau. Đôi khi các ủy ban này được thiết lập để giải quyết các vấn đề cụ thể như phân biệt đối xử, một số khác lại là cơ quan có trách nhiệm rất rộng. Các thiết chế quốc gia chuyên biệt có ở nhiều quốc gia để bảo vệ quyền lợi của một số nhóm đặc biệt dễ bị tổn thương như dân tộc và thiểu số về ngôn ngữ, dân tộc bản địa, trẻ em, người tị nạn, người có khuyết tật hay phụ nữ.
Tuy nhiên, nhìn chung các thiết chế nhân quyền quốc gia có nhiệm vụ rõ ràng và cụ thể về nhân quyền và chức năng rộng hơn, có thể bao gồm nghiên cứu, tài liệu hóa và đào tạo và giáo dục về các vấn đề nhân quyền, hơn là mô hình ombudsperson cổ điển có xu hướng xử lý các khiếu nại về thiếu sót hành chính. Trong khi tất cả các vi phạm nhân quyền là sự sai trái trong quản lý, chỉ có một tỷ lệ nhỏ trong khối lượng công việc của ombudsperson là giải quyết các vi phạm chuẩn mực nhân quyền.
Ở hầu hết các quốc gia, một hiến pháp, một đạo luật nhân quyền hoặc luật quy định cụ thể về tổ chức sẽ quy định việc thành lập một cơ quan nhân quyền quốc gia. Mức độ độc lập của thiết chế này phụ thuộc vào luật pháp quốc gia, và tốt nhất trong thực tế là các thiết chế được hiến định hoặc theo luật định chứ không phải (ví dụ) một nghị định của tổng thống.
Các thiết chế nhân quyền quốc gia cũng được nhắc đến bởi Tuyên bố và Chương trình hành động Vienna  và Công ước về quyền của người khuyết tật.

## Chức năng
Các ủy ban đặc biệt đã được thành lập ở nhiều quốc gia để đảm bảo rằng luật pháp và các quy định liên quan đến bảo vệ quyền con người được áp dụng hiệu quả. Ủy ban thường bao gồm các ủy viên đại diện cho các nhóm khác nhau, thường có mối quan tâm, chuyên môn hoặc kinh nghiệm cụ thể trong lĩnh vực nhân quyền.
Ủy ban nhân quyền quan tâm chủ yếu đến việc bảo vệ những người trong phạm vi quyền tài phán của nhà nước khỏi sự phân biệt đối xử hoặc ngược đãi, và bảo vệ quyền tự do dân sự và các quyền con người khác. Một số ủy ban giải quyết các cáo buộc vi phạm bất kỳ quyền nào được công nhận trong hiến pháp và/hoặc trong các văn kiện nhân quyền quốc tế.
Một trong những chức năng quan trọng nhất được trao cho nhiều ủy ban nhân quyền là nhận và điều tra các khiếu nại của các cá nhân (và đôi khi, từ các nhóm) với cáo buộc vi phạm nhân quyền vi phạm luật pháp quốc gia hiện hành. Mặc dù có sự khác biệt đáng kể trong các thủ tục điều tra và giải quyết khiếu nại của các ủy ban, nhiều ủy ban dựa vào hòa giải hoặc phân xử.  Một ủy ban nhân quyền cũng có thể được trao thẩm quyền áp đặt kết quả ràng buộc về mặt pháp lý đối với các bên trong một khiếu nại. Nếu không có tòa án đặc biệt nào được thành lập, ủy ban có thể chuyển các khiếu nại chưa được giải quyết sang các tòa án bình thường để đưa ra quyết định cuối cùng.
Các cơ quan nhân quyền quốc gia thường có thể giải quyết mọi vấn đề nhân quyền liên quan trực tiếp đến cơ quan công quyền. Liên quan đến các thực thể phi nhà nước, một số cơ quan nhân quyền quốc gia có ít nhất một trong các chức năng sau:
- giải quyết các khiếu nại hoặc tranh chấp liên quan đến một số loại công ty (ví dụ: doanh nghiệp nhà nước, công ty tư nhân cung cấp dịch vụ công hoặc công ty hoạt động ở cấp liên bang)
- chỉ giải quyết một số loại vấn đề nhân quyền (ví dụ: không phân biệt đối xử hoặc quyền lao động)
- giải quyết các khiếu nại hoặc tranh chấp liên quan đến bất kỳ vấn đề nhân quyền nào và liên quan đến bất kỳ công ty nào.[6]

Ngoài ra, họ có thể thúc đẩy và bảo vệ trách nhiệm của nhà nước và quyền của cá nhân bằng cách:
- tư vấn cho nhà nước để giúp xác định các nghĩa vụ và cam kết nhân quyền quốc tế và trong nước
- tiếp nhận, điều tra và giải quyết khiếu nại nhân quyền
- cung cấp giáo dục nhân quyền và công khai cho tất cả các thành phần trong xã hội (đặc biệt là các nhóm thiểu số như người tị nạn)
- giám sát tình hình nhân quyền trong tiểu bang và các hành động tiếp theo của nó
- tham gia với cộng đồng quốc tế nhân quyền để ủng hộ các khuyến nghị về quyền con người và nêu ra các vấn đề cấp bách với nhà nước.[7]

Thúc đẩy và giáo dục quyền con người có thể liên quan đến việc thông báo cho công chúng về các chức năng và mục đích riêng của ủy ban; xới xáo thảo luận về các vấn đề quan trọng khác nhau trong lĩnh vực nhân quyền; tổ chức hội thảo; tổ chức các dịch vụ tư vấn và các cuộc họp; cũng như sản xuất và phổ biến các ấn phẩm nhân quyền. Một chức năng quan trọng khác của ủy ban nhân quyền là xem xét một cách có hệ thống chính sách nhân quyền của chính phủ nhằm phát hiện những thiếu sót trong việc tuân thủ nhân quyền và đề xuất các cách cải thiện.  Điều này thường bao gồm chứng minh nhân quyền của dự thảo luật hoặc chính sách. Mức độ mà các khuyến nghị hoặc phán quyết được đưa ra bởi một tổ chức nhân quyền có thể được thi hành khác nhau dựa trên môi trường nhân quyền xung quanh tổ chức đó.
Các Ủy ban nhân quyền cũng có thể giám sát sự tuân thủ của chính phủ với luật pháp nhân quyền quốc tế và nếu cần thiết, khuyến nghị thay đổi. Việc thực hiện quyền con người chỉ có thể đạt được thông qua luật pháp và các thỏa thuận hành chính; do đó, các ủy ban thường được giao trách nhiệm quan trọng là nâng cao nhận thức của cộng đồng về quyền con người.
Theo Nguyên tắc Paris, 'Các thiết chế nhân quyền quốc gia' có nghĩa vụ phải thực hiện "chuẩn bị các báo cáo về tình hình quốc gia liên quan đến quyền con người nói chung và về các vấn đề cụ thể hơn"; và điều này chủ yếu được thực hiện trong các báo cáo tình trạng hàng năm.

## Lý do thành lập cơ quan nhân quyền quốc gia
Ý tưởng về việc thành lập các thiết chế nhân quyền quốc gia đã có từ rất sớm. Chẳng hạn, ở Thụy Điển, một thiết chế "đại diện người dân" hay "bảo vệ người dân", gọi là Ombudsman, đã được thành lập từ năm 1809, với chức năng giám sát các cơ quan hành chính thông qua tiếp nhận và giải quyết khiếu nại của người dân. Sau chiến tranh Thế giới thứ II, vào năm 1946, song song với việc soạn thảo Tuyên ngôn Nhân quyền Phổ quát tại LHQ, Hội đồng Kinh tế và Xã hội đã xem xét vấn đề thiết chế nhân quyền quốc gia và kêu gọi các nước thành viên Liên Hợp Quốc thành lập "các nhóm thông tin hoặc các ủy ban nhân quyền địa phương".
Hội đồng quốc tế về chính sách nhân quyền của LHQ báo cáo rằng các cơ quan nhân quyền quốc gia thường được thành lập theo ba cách chính: tại các quốc gia đang gặp xung đột (thường là nội bộ như Nam Phi, Ireland hoặc Tây Ban Nha) hoặc để phản hồi các khiếu nại về vi phạm nhân quyền nghiêm trọng. NHRI cũng có thể được thiết lập để đảm bảo an ninh thể chế trực tiếp, như một cơ quan được coi là giải quyết các vấn đề phổ biến (như ở Mexico và Nigeria), hoặc cuối cùng là nhấn mạnh và củng cố các biện pháp bảo vệ nhân quyền khác (như ở Úc và New Zealand). Chính phủ các nước muốn thành lập các thiết chế riêng phản ánh ý kiến và bản sắc văn hóa của họ hiệu quả hơn. Điều này cho phép các quốc gia thiết lập các chương trình nghị sự riêng phản ánh tính cá nhân của họ.
Ủy ban Nhân quyền Liên Hợp Quốc đã thông qua các nghị quyết vào năm 1992, trong đó khuyến nghị những nước nào chưa có bất kỳ thiết chế nhân quyền quốc gia nào nên thúc đẩy các tổ chức này, và cũng thúc đẩy sự phát triển của những nước đã có thiết chế nhân quyền quốc gia. Vào cuối thế kỷ 20, Ủy ban Liên hợp quốc sẽ đảm nhận các nhiệm vụ đòi hỏi sự tham gia của quốc tế. Các thỏa thuận nhân quyền khu vực cũng khuyến khích sự phát triển và thành lập các tổ chức nhân quyền thông qua các hỗ trợ kỹ thuật theo các thỏa thuận quốc tế (như Diễn đàn của các tổ chức nhân quyền quốc gia châu Á-Thái Bình Dương).
Thiết chế nhân quyền quốc gia ở một số quốc gia thành viên hoạt động ở cấp quốc tế và khu vực (chẳng hạn như ở Liên minh châu Âu). Các thiết chế này vận hành như một cơ chế phòng ngừa phân biệt đối xử với các nhóm thiểu số hoặc tội phạm quốc tế (như tra tấn).  Thẩm quyền và chuyên môn mà thiết chế nhân quyền quốc gia nắm giữ thông thường tạo cho họ khả năng thúc đẩy đối xử bình đẳng. Cuối cùng, các thiết chế nhân quyền quốc gia là một công cụ hữu ích trong việc hỗ trợ các quốc gia tuân thủ các chuẩn mực nhân quyền quốc tế bằng cách cung cấp một quan điểm khách quan duy nhất và đề cập cũng như giải quyết các vấn đề ở cấp độ trong nước.
Bổ sung cho Liên Hợp Quốc, các thiết chế nhân quyền quốc gia đang bảo vệ và cung cấp các giải pháp toàn diện và rộng khắp. Tuy nhiên, một số quốc gia không sẵn sàng thực hiện các biện pháp này và Liên Hợp Quốc không thể tiến hành giám sát rộng rãi và mang tính phân tích. Để cơ quan nhân quyền quốc gia có tính chính danh, hiệu quả và đáng tin cậy, cơ quan này phải độc lập và hiệu quả. Một trong những công cụ hiệu quả nhất mà NHRI có là vị trí độc nhất giữa trách nhiệm của chính phủ và quyền của xã hội dân sự và các tổ chức phi chính phủ (NGO). Không gian mang tính khái niệm này mang lại cho NHRI một vai trò đặc biệt tích cực, hoạt động như một dịch vụ bảo vệ cho người dân và để giữ cho nhà nước và các cơ quan khác chịu trách nhiệm về các vi phạm nhân quyền.  Tuy nhiên, độc lập với chính phủ và các tổ chức phi chính phủ là khó khăn lớn khi tính đến tài trợ và các mối quan hệ làm việc.  Ở hầu hết các quốc gia, họ nhận được tài trợ của chính phủ, và cũng được tạo ra và bổ nhiệm bởi một cơ quan chính phủ.  Điều này tạo ra phần nào nghĩa vụ song song và làm mờ ý tưởng về quyền tự chủ của các tổ chức và khiến cho việc theo đuổi chương trình nghị sự riêng trở nên khó khăn hơn.

## Nguyên tắc Paris
Các nguyên tắc Paris đã được hình thành tại một hội nghị năm 1991 do Ủy ban Nhân quyền Liên Hợp Quốc triệu tập tại Paris. Mặc dù các ưu tiên và cấu trúc của chúng khác nhau giữa các quốc gia, chúng có các tính năng cốt lõi. Phần A.3 của Nguyên tắc Paris được Ủy ban Nhân quyền Liên Hợp Quốc thông qua vào tháng 3 năm 1993 quy định rằng trách nhiệm của NHRI là phê chuẩn các hiệp ước nhân quyền và hợp tác với các cơ chế nhân quyền. Các khuyến nghị của hội thảo cung cấp một cơ sở để đánh giá hiệu quả và tính độc lập của NHRI, xác định sáu tiêu chí chính cho các quốc gia đang tìm cách thiết lập các tổ chức đó hoặc để có hiệu lực:
- Độc lập với chính phủ (cho phép họ hành động như một một cơ chế kiểm tra và cân bằng)
- Tính độc lập được đảm bảo từ hiến pháp hoặc luật (cả về tài chính và mặt khác)
- Quyền hạn thích hợp để tiến hành điều tra mà không cần sự giới thiệu từ cơ quan có thẩm quyền cao hơn hoặc tiếp nhận khiếu nại cá nhân
- Đa nguyên, cho phép họ cùng tồn tại với cơ quan quản lý
- Nguồn nhân lực và tài chính đầy đủ
- Nhiệm vụ được xác định rõ ràng và rộng rãi bao gồm bảo vệ và thúc đẩy quyền con người phổ quát.[14]

Những NHRI tuân thủ đầy đủ các tiêu chí cơ bản này và đã thể hiện tính độc lập được công nhận là "Trạng thái A", trong khi những NHRI chỉ đáp ứng một phần sẽ nhận được "trạng thái B". Những cơ quan được đánh giá là "Trạng thái A" được phép tham gia thảo luận tại Hội đồng Nhân quyền Liên Hợp Quốc và các cơ chế của Hội đồng. "Trạng thái" của một NHRI, do Tiểu ban Đánh giá - Công nhận xác định và quyết định có thể được kháng cáo lên Chủ tịch ủy ban điều phối trong vòng 28 ngày. NHRI ở "trạng thái C" được coi là không tuân thủ Nguyên tắc Paris, nhưng vẫn có thể tham gia vào các cuộc họp với tư cách quan sát viên. (Hiện nay Liên minh Toàn cầu của các NHRI đã ngừng việc đánh giá trạng thái "C"). Cứ mỗi năm năm một lần, Ủy ban sẽ xem xét các quyết định, điều này cho phép các tổ chức có nhiều cơ hội để thể hiện sự độc lập hoặc tuân thủ hơn nữa với Nguyên tắc Paris. Nhằm mục đích minh bạch, mạnh mẽ và kỹ lưỡng trong các đánh giá của mình, Ủy ban sẽ đưa ra các khuyến nghị cụ thể  về cách tốt nhất để đạt được "Trạng thái A" và tuân thủ các Nguyên tắc của Paris.

## Viện Ombudsman quốc tế
NHRI có thể giải quyết nhiều vấn đề khác nhau bao gồm tra tấn, phân biệt đối xử, môi trường và quyền làm việc. Ngoài các Ủy ban Nhân quyền, các thiết chế này có thể được thành lập hoặc quy định dưới hình thức Ombudsperson hoặc Ombudsperson liên Nhân quyền.  Viện Ombudsman quốc tế cung cấp hỗ trợ cho các thiết chế quốc gia ombudsman về quyền con người, những thiết chế có chức năng tương tự bảo vệ và thúc đẩy quyền con người. Họ quan tâm nhiều hơn đến các quy trình quản lý nhà nước và vì vậy nhận và khiếu nại liên quan đến bất kỳ vi phạm hoặc lo ngại có hệ thống hay mang tính hành chính về quyền con người.

## Liên minh toàn cầu của các cơ quan nhân quyền quốc gia -GANHRILưu trữngày 23 tháng 1 năm 2020 tạiWayback Machine
Tiền thân của GANHRI Lưu trữ ngày 23 tháng 1 năm 2020 tại Wayback Machine là Ủy ban điều phối quốc tế của các thiết chế nhân quyền quốc gia được thành lập năm 1993 với một Văn phòng gồm một đại diện từ Châu Mỹ, Châu Á Thái Bình Dương, Châu Phi và Châu Âu. Ủy ban điều phối quốc tế của các tổ chức quốc gia về thúc đẩy và bảo vệ quyền con người (ICC) là một cơ quan đại diện của các thiết chế nhân quyền quốc gia trên toàn thế giới. Mục tiêu của nó là phát triển và tạo lập các NHRI hiệu quả và độc lập trên toàn thế giới. Các tổ chức này đáp ứng các yêu cầu "trạng thái A" (mới có tư cách thành viên bỏ phiếu) của Nguyên tắc Paris và khuyến khích hợp tác liên tổ chức.  Ngoài việc tổ chức các hội nghị quốc tế về NHRI, nó cũng sẽ giúp các tổ chức thành viên cần hỗ trợ và đôi khi sẽ giúp chính phủ tạo NHRI khi được yêu cầu.Ủy ban điều phối tổ chức một cuộc họp thường niên và một hội nghị hai năm một lần để tạo điều kiện và hỗ trợ NHRI tham gia với hệ thống Liên hợp quốc.  Tại các cuộc họp này, NHRIs có thể chia sẻ chuyên môn của họ về các chủ đề cụ thể và tương tác với Văn phòng Cao ủy Nhân quyền (OHCHR) của Liên hợp quốc, hoạt động như một Ban thư ký của Ủy ban điều phối. Để tạo điều kiện cho NHRI đối thoại với xã hội dân sự, Ủy ban điều phối cũng tổ chức một diễn đàn NGO. Ủy ban điều phối cũng có thể được chính phủ yêu cầu hỗ trợ tạo NHRI mới hoặc phát triển thiết chế nhân quyền  hiện có.
Từ năm 2016, ICC được tổ chức lại và lấy tên là Liên minh toàn cầu các cơ quan nhân quyền quốc gia (Global Alliance for National Human Rights Institutions).

## Một số thiết chế nhân quyền quốc gia trên thế giới
Đến tháng 5/2019, GANHRI công nhận 79 cơ quan nhân quyền quốc gia ở "trạng thái A" (hoàn toàn tuân thủ Nguyên tắc Paris), 34 cơ quan nhân quyền quốc gia ở "trạng thái B" (tuân thủ một phần Nguyên tắc Paris) và 10 cơ quan nhân quyền quốc gia ở "trạng thái C" (không tuân thủ Nguyên tắc Paris). GANHRI công bố danh sách này trên website tổ chức. Lưu trữ ngày 25 tháng 1 năm 2020 tại Wayback Machine
Danh sách sau đây là một số cơ quan nhân quyền quốc gia, không theo danh sách công nhận của GANHRI.
Afghanistan
Afghan Independent Human Rights Commission
Albania
People's Advocate
Algérie
National Human Rights Commission of Algeria
Angola
Justice and Rights Ombudsman (Provedor de Justiça e de direitos)
Antigua and Barbuda
Office of the Ombudsman
Argentina
Public Defender (Defensoría del Pueblo de la Nación Argentina) (Ombudsman)
Armenia
Human Rights Defender of Armenia
Australia
Australian Human Rights Commission
Áo
Austrian Ombudsman Board
Azerbaijan
Human Rights Commissioner
Bahrain
National Institution for Human Rights
Barbados
Ombudsman
Bangladesh
National Human Rights Commission
Bỉ
Centre for equal opportunities and opposition to racism
Belize
Office of the Ombudsman
Bénin
Bénin Human Rights Commission
Bermuda
Bermuda Ombudsman
Bolivia
Public Defender (Defensor del Pueblo)
Bosna và Hercegovina
Human Rights Chamber for Bosnia and Herzegovina (pre-2003 cases)
Human Rights Ombudsman of Bosnia and Herzegovina (current cases)
Bulgaria
Bulgarian Parliamentary Ombudsman
Burkina Faso
National Human Rights Commission of Burkina Faso
Cameroon
National Commission on Human Rights and Freedoms
Canada
Canadian Human Rights Commission
Chad
Chad National Human Rights Commission
Colombia
Ombudsman's Office of Colombia
Cộng hòa Dân chủ Congo
National Human Rights Observatory (DR Congo)
Cộng hòa Congo
National Human Rights Commission (Republic of the Congo)
Costa Rica
Defender of the Inhabitants (Defensoria de los Habitantes)
Croatia
Office of the Croatian Ombudsman
Síp
National Institute for the Protection of Human Rights
Cộng hòa Séc
Public Defender of Rights (Czech Republic)
International Human Rights Commission (IHRC) 
Đan Mạch
Danish Institute for Human Rights
Ecuador
Defensoría del Pueblo del Ecuador
Ai Cập
National Council for Human Rights
El Salvador
Human Rights Procurator (Procuraduría de Defensa de los Derechos Humanos)
Ethiopia
Ethiopian Human Rights Commission
Fiji
Fiji Human Rights Commission
Phần Lan
Parliamentary Ombudsman
Pháp
Commission nationale consultative des droits de l'homme
Gabon
National Human Rights Commission
Georgia
Office of Public Defender of Georgia
Đức
German Institute for Human Rights (Deutsches Institut für Menschenrechte)
Ghana
Commission on Human Rights and Administrative Justice CHRAJ
Great Britain (UK)
Equality and Human Rights Commission (EHRC) – see also Scotland
Hy Lạp
National Human Rights Commission (Εθνική Επιτροπή για τα Δικαιώματα του Ανθρώπου)
Guatemala
Procurator for Human Rights (Procurador de los Derechos Humanos)
Guyana
Office of the Ombudsman
Haiti
Office de la Protection du Citoyen
Honduras
National Human Rights Commissioner (Comisionado Nacional de Derechos Humanos)
Hong Kong
Equal Opportunities Commission (Hong Kong)
Hungary
Parliamentary Commissioner on the Rights of National and Ethnic Minorities (Hungary)
Ấn Độ
National Human Rights Commission (India)
Indonesia
National Commission on Human Rights (Komnas HAM)
Iran
Defenders of Human Rights Center
Islamic Human Rights Commission
Ireland
Irish Human Rights and Equality Commission
Italy
Commissione per i Diritti Umani
Jamaica
Office of the Public Defender (Jamaica)
Jordan
National Centre for Human Rights (Jordan)
Kazakhstan
Commissioner for Human Rights
Kenya
Kenya National Commission on Human Rights (KNCHR)
Korea, Republic of
National Human Rights Commission of Korea
Kosovo (Under United Nations Administration via UN Resolution 1244)
Ombudsperson Institution in Kosovo
Kyrgyzstan
Ombudsman of the Kyrgyz Republic
Latvia
Rights' Defender
Litva
The Seimas Ombudsmen
Luxembourg
Consultative Commission of Human Rights (Luxembourg)
Bắc Macedonia
Human Rights Ombudsman of Macedonia
Madagascar
National Human Rights Commission (Madagascar)
Malawi
Malawi Human Rights Commission
Malaysia
Human Rights Commission of Malaysia (SUHAKAM)
Maldives
Human Rights Commission of the Maldives
Mali
Commission nationale consultative des droits de l’homme (Mali)
Mauritanie
Commissariat aux Droits de l’Homme, a la Lutte contre la Pauvreté et l’Insertion (Mauritania)
Mauritius
National Human Rights Commission (Mauritius)
Mexico
National Human Rights Commission (Mexico)
Moldova
Centre for Human Rights of Moldova
Mông Cổ
National Human Rights Commission (Mongolia)
Montenegro
Office of the Ombudsman of the Republic of Montenegro
Maroc
National Human Rights Council
Myanmar (Burma)
Myanmar National Human Rights Commission
Namibia
Office of the Ombudsman (Namibia)
Nepal
National Human Rights Commission (Nepal)
Hà Lan
Equal Treatment Commission (Netherlands)
New Zealand
Human Rights Commission (HRC)
Nicaragua
Human Rights Procurator (Procuraduría para la Defensa de los Derechos Humanos)
Niger
Nigerien National Commission on Human Rights and Fundamental Liberties
Nigeria
National Human Rights Commission (Nigeria)
Northern Ireland (UK)
Northern Ireland Human Rights Commission (NIHRC)
Na Uy
Norwegian National Human Rights Institution
Palestine
Palestinian Independent Commission for Citizen's Rights
Pakistan
National Commission for Human Rights, Pakistan
Panama
Defensoría del Pueblo de la República de Panamá
Paraguay
Defensoría del Pueblo de la República del Paraguay
Peru
Public Defender (Defensoría del Pueblo)
Philippines
Commission on Human Rights (Philippines)
Ba Lan
Commissioner for Civil Rights Protection (ombudsman)
Bồ Đào Nha
Provedor de Justiça
Puerto Rico
Oficina del Procurador del Ciudadano
Qatar
National Committee for Human Rights (Qatar)
Romania
Ombudsman (Avocatul Poporului)
Nga
Commissioner on Human Rights in the Russian Federation
Rwanda
National Commission for Human Rights (Rwanda)
Saint Lucia
Office of the Parliamentary Commissioner (St Lucia)
Samoa
Office of the Ombudsman
Scotland (UK)
Scottish Human Rights Commission (SHRC) - see also Great Britain
Senegal
Senegalese Committee for Human Rights
Serbia
Office of the Ombudsman of the Republic of Serbia
Sierra Leone
Human Rights Commission of Sierra Leone
Slovakia
Slovak National Centre for Human Rights
Slovenia
Human Rights Ombudsman (Slovenia)
Nam Phi
South African Human Rights Commission (SAHRC)
Commission for the Promotion and Protection of the Rights of Cultural, Religious and Linguistic Communities (CRL Rights Commission)
Commission for Gender Equality (CGE)
Public Protector
Nam Sudan
South Sudan Human Rights Commission (SSHRC)
Tây Ban Nha
Defensor del Pueblo (Ombudsman)
Sri Lanka
National Human Rights Commission (Sri Lanka)
Sudan
National Human Rights Commission (Sudan)
Thụy Điển
Parliamentary Ombudsman (JO)
Children's Ombudsman (Sweden) (BO)
Discrimination Ombudsman (Sweden) (DO)
Thụy Sĩ
Federal Commission against Racism (Switzerland)
Tanzania
Commission for Human Rights and Good Governance (Tanzania)
Thái Lan
National Human Rights Commission (Thailand)
Đông Timor
Office of the Provedor for Human Rights and Justice (Timor Leste)
Togo
National Human Rights Commission (Togo)
Trinidad và Tobago
Office of the Ombudsman of Trinidad and Tobago
Tunisia
Higher Committee on Human Rights and Fundamental Freedoms (Tunisia)
Uganda
Uganda Human Rights Commission (UHRC)
Ukraine
Commissioner for Human Rights
United Kingdom
see Great Britain; Northern Ireland; Scotland
Hoa Kỳ
United States Commission on Civil Rights
Uzbekistan
Authorized Person of the Oliy Majlis of the Republic of Uzbekistan for Human Rights (Ombudsman)
Venezuela
Defensoría del Pueblo (Venezuela)
Zambia
Permanent Human Rights Commission (Zambia)

## Nhóm khu vực
- International Ombudsman Institute (Viện Ombudsman quốc tế)
- Mạng lưới các tổ chức nhân quyền quốc gia châu Phi (NANHRI)
- Asia Pacific Forum of National Human Rights Institutions (APF) -)Diễn đàn châu Á Thái Bình Dương của các tổ chức nhân quyền quốc gia
- Nhóm các tổ chức nhân quyền quốc gia châu Âu
- Mạng lưới các tổ chức quốc gia ở châu Mỹ

## Các tổ chức nhân quyền địa phương
Australia
Ban chống phân biệt đối xử của New South Wales
Ủy ban Nhân quyền và Cơ hội Victoria
Ủy ban cơ hội bình đẳng (Nam Úc)
Ủy ban cơ hội bình đẳng (Tây Úc)
Ủy ban chống phân biệt đối xử Queensland
Văn phòng Ủy viên chống phân biệt đối xử (Tasmania)
Ủy ban Nhân quyền (Lãnh thổ thủ đô Úc)
Ủy ban chống phân biệt lãnh thổ phía Bắc
Canada
Ủy ban Nhân quyền và Quyền công dân của Alberta
Tòa án Nhân quyền British Columbia
Ủy ban Nhân quyền Ontario
Vương quốc Anh
Ba cơ quan của Vương quốc Anh (Vương quốc Anh, Bắc Ireland, Scotland) được liệt kê ở trên vì chúng được công nhận là NHRI.
Tây Ban Nha
Catalonia: Síndic de Greuges (Thanh tra)
Hàn Quốc
Cấp tỉnh và đô thị 
Ủy ban xúc tiến nhân quyền tỉnh (tỉnh Nam Chungcheong)
Ủy ban xúc tiến nhân quyền tỉnh (tỉnh Gangwon)
Ủy ban nhân quyền Seoul
Thanh tra nhân quyền (Gwangju)
Hội đồng Công dân về Xúc tiến Nhân quyền là hội đồng tư vấn cho Ombudsman
Ủy ban nhân quyền Ulsan
Giáo dục 
Ủy ban Nhân quyền cho Sinh viên, Văn phòng Giáo dục tỉnh Gyeonggi
Đại diện nhân quyền cho sinh viên (tỉnh Gyeonggi)
Ủy ban Nhân quyền cho Sinh viên, Văn phòng Giáo dục Thủ đô Seoul
Đại diện nhân quyền cho sinh viên (Seoul)